# ییلدیز چاغری آتیکسوی
یلدیز چاغری آتیکسوی (به ترکی استانبولی: Yıldız Çağrı Atiksoy؛ زادهٔ ۱ آوریل ۱۹۸۴) بازیگر اهل ترکیه است. برای بازی در  در مجموعه‌های تلویزیونی روزی روزگاری، قهرمان و مؤسس عثمان شناخته می‌شود. 

## حرفه
یلدیز چاغری آتیکسوی در ۱ آوریل ۱۹۸۴ زاده شد. او به مدت دو سال در مرکز هنری اژه ازمیر در رشته تئاتر تحصیل کرد و تحصیلات خود را در مرکز هنری مجدت گزن ادامه داد. او همچنین در پلاتو فیلم دروس سینما، تکنیک و بازیگری را آموخت. آتیکسوی کار خود را در سال ۲۰۰۴ با یک نقش کوچک در مجموعۀ تلویزیونی گردهمایی بزرگ آغاز کرد. او در مجموعۀ تلویزیونی فانتزی کودکان به نام "پرنسس گمشده" بازی کرد.
او در سال ۲۰۱۱، با بازی در نقش برین آکارسو در مجموعۀ تلویزیونی روزی روزگاری به موفقیت رسید. بین سال‌های ۲۰۱۴ تا ۲۰۱۵، او در مجموعۀ تلویزیونی یدی گوزل آدم در نقش زهرا بازی کرد. در سال ۲۰۱۷، او به گروه بازیگران جنگجو پیوست و تا سال ۲۰۱۸ نقش اصلی اوزکایناک را بازی کرد. سال بعد او در مجموعۀ تلویزیونی قهرمان تولید شبکه تی‌آرتی ۱ ترکیه در نقش سونا شروع به بازی کرد. در سال ۲۰۲۱، او به گروه بازیگران مجموعۀ تلویزیونی تاریخی مؤسس عثمان پیوست. در نقش شخصیت تاریخی ملحون خاتون، همسر عثمان یکم، بنیان‌گذار امپراتوری عثمانی ظاهر شد. او همچنین در سال ۲۰۲۱ برنده نخل طلا در بخش بهترین بازیگر زن سریال تلویزیونی برای ایفای نقش ملحون خاتون شد.

## فیلم‌شناسی
فیلم
| سال  | عنوان                | نقش  | توضیحات |
| ---- | -------------------- | ---- | ------- |
| ۲۰۰۸ | میراث                | ایرم |         |
| ۲۰۱۸ | بابا کجایی من گم شدم | اویا |         |

### تلویزیون
| سال        | عنوان               | نقش              | توضیحات |
| ---------- | ------------------- | ---------------- | ------- |
| ۲۰۰۴       | گردهمایی بزرگ       | ظاهر مهمان       |         |
| ۲۰۰۵       | بازی عشق            | گولشن/آیشن       |         |
| ۲۰۰۶       | فرمان، فرمانده      | پرستار           |         |
| ۲۰۰۶       | بعد از باران        | نور کاروزو       |         |
| ۲۰۰۶       | ای استانبول         | آهو              |         |
| ۲۰۰۷       | بی خانمان بی خانمان | هازال شانوغولاری |         |
| ۲۰۰۸       | میراث               | رم               | فیلم    |
| ۲۰۰۸       | کهنه‌کار             | لیلا/اصلی        |         |
| ۲۰۰۸       | پرنسس گمشده         | خلیج             |         |
| ۲۰۰۹       | شاخه‌های بهاری       | بهار زیادگیل     |         |
| ۲۰۱۳–۲۰۱۰  | روزی روزگاری        | برین آکارسو تاشر |         |
| ۲۰۱۳       | زنان روز چشم‌انداز   | گولای            |         |
| ۲۰۱۵–۲۰۱۴  | هفت مرد زیبا        | زهرا             |         |
| ۲۰۱۶–۲۰۱۵  | متاهل و عصبانی      | مینا             |         |
| ۲۰۱۸–۲۰۱۷  | جنگنده              | اصلی اوزکایناک   |         |
| ۲۰۲۰–۲۰۱۹  | قهرمان              | سونا             |         |
| اکنون–۲۰۲۱ | مؤسس عثمان          | ملحون خاتون      |         |

## جایزه‌ها و نامزدی‌ها
| سال  | عنوان جشنواره | بخش/رشته                                        | فیلم       | نتیجه | منبع          |
| ---- | ------------- | ----------------------------------------------- | ---------- | ----- | ------------- |
| ۲۰۲۱ | نخل طلا       | بهترین بازیگر زن مجموعۀ تلویزیونی تلویزیونی سال | مؤسس عثمان | برنده | [ ۱۲ ] [ ۱۳ ] |